# Stazione di San Leonardo di Cutro
La stazione di San Leonardo di Cutro è un'ex stazione ferroviaria, trasformata in posto di movimento, situata sulla ferrovia Jonica all'interno del centro abitato di San Leonardo di Cutro, frazione di Cutro.

## Storia
Fin dalla sua apertura era classificata come "stazione" ed è rimasta tale fino al 12 dicembre 2010, quando venne convertita in "posto di movimento".